# Сюй Кунь
Сюй Кунь (кит. упр. 徐坤, пиньинь Xú Kūn; род. 5 марта 1965 года, Шэньян) — китайская писательница, заместительница председателя Союза писателей г. Пекина.

## Биография
Сюй Кунь родилась 5 марта 1965 года в Шэньяне, пров. Ляонин . C сентября 1980 года по июль 1982 года обучалась в экспериментальной средней школе провинции Ляонин. С сентября 1982 года по июль 1989 года училась в бакалавриате и магистратуре на факультете китайского языка Университета Ляонин. Степень доктора получила в Китайской академии общественных наук. С 2003 г. по настоящее время является членом и заместителем председателя Пекинского союза писателей. В данный момент живет в Пекине. С 1993 г. Сюй Кунь начала публиковать романы, повести, рассказы и эссе. Некоторые её работы были переведены на английский, немецкий, французский, русский и японский языки.  Является лауреатом многих литературных премий, в том числе литературную премию Лу Синя 2000 г. за рассказ «Кухня».
В 1993 г. известность писательнице принес рассказ «Байхуа», написанный в юмористическом ключе и описывающий историю молодых интеллектуалов, отправившихся в деревню . После этого Сюй Кунь непрерывно пишет повести и рассказы, в их числе: «Пионер», «Хот-дог», «Парад», «Кухня», «Встретить любовь» и другие. Писательница большое внимание уделяет высмеиванию культуры, проблеме женской судьбы и другим аспектам, демонстрируя глубокие знания реалий и незаурядный талант.

## Основные произведения
- 《春天的二十二个夜晚》 «22 весенних ночи» (роман, 2002)
- 《爱你两周半》 «Люблю тебя две с половиной недели» (роман, 2004)
- 《野草根》 «Корни дикой травы» (роман, 2007)
- 《先锋》 «Пионер» (рассказ, 1995)
- 《热狗》 «Хот-дог» (рассказ, 1996)
- 《一个老外在中国》 «Иностранец в Китае» (рассказ, 2002)
- 《北京以北》 «Север Пекина» (рассказ, 2004)

## Переводы на русском языке
- Сюй Кунь. Кухня // Современная китайская проза. Багровое облако. СПб.: Астрель-СПб, 2007. С. 399—425.